# Netzwerk Mode Textil
Das Netzwerk Mode Textil (Eigenschreibweise: netzwerk mode textil e. V.) ist eine Interessenvertretung der kulturwissenschaftlichen Textil-, Kleider- und Modeforschung im deutschsprachigen Raum.

## Gründung
Das Netzwerk wurde 2008 auf Initiative von Jutta Beder, Elisabeth Hackspiel und Gundula Wolter gegründet. Der gemeinnützige Verein ist seit dem 14. Juli 2008 im Vereinsregister des Amtsgerichtes Berlin-Charlottenburg eingetragen. Unter dem Motto Intelligente Verbindungen präsentierte sich das netzwerk mode textil e. V. mit einer mehrtägigen Auftaktveranstaltung im März 2009 erstmals der Öffentlichkeit. Seitdem ist das Netzwerk ein interdisziplinäres Forum für Forschende und Kreative aus dem deutschsprachigen Raum, die sich mit der Kulturgeschichte und Kulturwissenschaft von Kleidung, Mode und Textilien beschäftigen.

## Aktivitäten
Das netzwerk mode textil fördert Textil-, Kleider- und Modeforschung wie auch interdisziplinäre Projekte. Zu den Mitgliedern zählen nicht nur Privatpersonen der einschlägigen Disziplinen, sondern auch Universitäten, Hochschulen, Ausbildungsstätten und Museen aus Deutschland, Österreich und der Schweiz. Das Netzwerk bündelt Informationen zu neuesten Publikationen, internationalen Ausstellungen und Fachtagungen und bietet Literaturverzeichnisse zur Kulturgeschichte der Bekleidung und Mode. Aktuelle Berichte von Veranstaltungen und Buchbesprechungen von Fachleuten werden für Interessierte auf der Vereinswebsite bereitgestellt.
Regelmäßig informiert das Netzwerk über Ausstellungen und andere Veranstaltungen zum Themenkomplex Kleidung und Mode. In unterschiedlichen Städten, so in Berlin, in Frankfurt und in Hamburg, treffen sich Mitglieder zu einem Jour fixe. Jährlich findet eine Mitgliederversammlung an wechselnden Orten statt. Dabei wird ein umfangreiches Begleitprogramm für Mitglieder und Gäste mit Besuchen in Ausstellungen, Depots, Archiven, Werkstätten, Theaterfundi etc. angeboten. Zudem organisiert der Verein seit 2020 monatlich online-Vorträge von Experten für Mitglieder und Interessierte zu Themen der Kleider-, Mode- und Textilforschung, des Modedesigns und Kostümbilds, sowie über textile Sammlungen, deren Pflege und Restaurierung.
Im Mai 2018, anlässlich des zehnjährigen Jubiläums von nmt, wurde eine Datenbank online gestellt, mit der der Verein Informationen zu Forschungsarbeiten mit Fokus auf Kleidung, Mode und Textilien bereitstellt. Erfasst sind Magister-, Diplom- und Masterarbeiten sowie Dissertations- und Habilitationsschriften dieser Themenkomplexe seit 2000 bis heute. Die nmt-Datenbank dient der Förderung der Forschung zu dieser Materie und wird kontinuierlich erweitert.
Das netzwerk mode textil veranstaltet Nachwuchskollegs und richtet Tagungen und Workshops aus oder ist an diesen beteiligt. Diese Veranstaltungen sind allgemein zugänglich.

## Publikationen
Das Netzwerk fördert und publiziert Veröffentlichungen zur kulturwissenschaftlichen Textil-, Kleider- und Modeforschung. Die Publikationsreihe intelligente-verbindungen.de besteht seit 2011 als Open-Access-Publikation. Bisher sind drei Tagungsbände erschienen. Darüber hinaus publiziert das Netzwerk seit 2017 das Jahrbuch nmt mit Beiträgen von Mitgliedern aus Theorie und Praxis. Auf der Vereinswebsite können zudem Dissertationen und Habilitationen von Netzwerkern als Open-Access-Angebot eingestellt werden.
- netzwerk mode textil e. V. (Hrsg.): Wechselwirkungen zwischen Technik, Textildesign und Mode. Publikationsreihe Intelligente Verbindungen, Band 1, Krefeld 2009 (2011), Online-Ausgabe: ISSN 2364-1983 online.
- netzwerk mode textil e. V. (Hrsg.): Stoffmuster im Fokus – Renaissance und Rezeption. Publikationsreihe Intelligente Verbindungen, Band 2, Berlin 2013 (2015), Online-Ausgabe ISSN 2364-1983, Print-Ausgabe: ISSN 2364-1991 online.
- netzwerk mode textil e. V. (Hrsg.): Studien des Textilen und der Mode. Promovierende Perspektiven. Publikationsreihe Intelligente Verbindungen, Band 3, Berlin 2017 (2021), Online-Ausgabe ISSN 2364-1983 online.
- netzwerk mode textil e. V. (Hrsg.): Jahrbuch nmt 2017. Wißner-Verlag, Augsburg 2017, ISSN 2566-4875 online.
- netzwerk mode textil e. V. (Hrsg.): Jahrbuch nmt 2018. Wißner-Verlag, Augsburg 2018, ISSN 2566-4875 online.
- netzwerk mode textil e. V. (Hrsg.): Jahrbuch nmt 2019. Wißner-Verlag, Augsburg 2019, ISSN 2566-4875 online.
- netzwerk mode textil e. V. (Hrsg.): Jahrbuch nmt 2020. Wißner-Verlag, Augsburg 2021, ISSN 2566-4875 online.
- netzwerk mode textil e. V. (Hrsg.): Jahrbuch nmt 2021. Wißner-Verlag, Augsburg 2022, ISSN 2566-4875 online.
- netzwerk mode textil e. V. (Hrsg.): Jahrbuch nmt 2022. Wißner-Verlag, Augsburg 2023, ISSN 2566-4875 online.

## Vorsitzende
- 2008–2009: Jutta Beder
- 2010–2019: Gundula Wolter
- 2019–2023: Elisabeth Hackspiel-Mikosch
- seit Mai 2023 Gudrun M. König